# ヨハネス7世 (ローマ教皇)
ヨハネス7世（Ioannes VII、650年 - 707年10月18日）は、ローマ教皇（在位：705年 - 707年）。教会慣用名はヨハネ。

## 人物略歴
ギリシアに生まれる。教皇登位は705年3月1日であった。707年10月18日に没した。